# 중력 퍼텐셜
중력 퍼텐셜(重力, 영어: gravitational potential, potential)은 고전역학에서 주어진 위치에서 단위 질량의 입자가 가지는 중력 위치 에너지다. 국제 단위는 줄 매 킬로그램(J/kg)이다.

## 정의
중력 퍼텐셜 {\displaystyle \Phi }는 중력장 {\displaystyle \mathbf {g} }와 다음과 같은 관계를 가진다.
{\displaystyle \mathbf {g} =-\nabla \Phi =\mathbf {F} /m}.
질량 {\displaystyle M}의 물체가 발생시키는 중력 퍼텐셜은 다음과 같다.
{\displaystyle \Phi =-{\frac {GM}{r}}}

## 일반 상대성 이론과의 관계
일반 상대성 이론에서, 계량 텐서가 민코프스키 공간에 매우 가깝고, 계량 텐서가 느리게 변하고, 시험 입자가 느리게 움직이는 경우 측지방정식은 만유인력의 법칙으로 수렴한다. 이 경우 중력 퍼텐셜 {\displaystyle \Phi }는 계량 텐서의 성분 {\displaystyle g_{tt}}와 다음과 같은 관계를 가진다.
{\displaystyle g_{tt}=-1+2\Phi }.
예를 들어, 슈바르츠실트 계량의 경우
{\displaystyle g_{tt}=-1-2GM/r}
이므로, 뉴턴 역학의 공식 {\displaystyle \Phi =-GM/r}을 재현함을 알 수 있다.

## 같이 보기
- 르장드르 다항식
- 표준 중력 변수
- 지오이드